# Moloch horridus
Moloch horridus Gray, 1841, comunemente noto come diavolo spinoso, è un piccolo rettile della famiglia Agamidae presente in gran parte dei deserti del continente australiano. È l'unica specie nota del genere Moloch.

## Descrizione
Il corpo è lungo circa 10-20 cm e pesa dai 35 ai 90 grammi, è interamente coperto di spine e presenta un colore che va dal giallo al marrone al nero, a seconda dell'ambiente in cui si trova, fungendo da elemento mimetico.

## Biologia
Nonostante l'aspetto, è innocuo e non è aggressivo.
Il Moloch mostra un particolare adattamento all'aridità del deserto, infatti la sua pelle è solcata da minuscoli canalini in grado di recuperare le gocce di rugiada e di convogliarle fino alla bocca.
Si tratta di un mirmecofago altamente specializzato. Può ingerire 2500 insetti al giorno grazie alla sua lingua estroflessibile e appiccicosa. Caccia restando fermo.
Depone fino a dieci uova tra settembre e gennaio, uova che si schiudono in circa tre o quattro mesi. Un moloch è adulto all'età di circa tre anni e può viverne fino a 11 anni.
L'unica difesa di cui dispone il Moloch è la sua fitta copertura di spine, presenti per intero sul suo corpo, dissuadendo così eventuali predatori poiché difficilmente ingeribile.